# Barna
Barna (iriska: Bearna) är en ort i grevskapet Galway i  provinsen Connacht på Irland. Orten hade 1 998 invånare år 2017.